# Edwin Percy Phillips
Edwin Percy Phillips (Ciudad del Cabo, 18 de febrero de 1884 -12 de abril de 1967) fue un botánico, taxónomo, curador sudafricano, notable por su obra monumental: The Genera of South African Flowering Plants publicado por primera vez en 1926.

## Biografía
Phillips concurrió al South African College, que más tarde sería la Universidad de Ciudad de Cabo, donde se graduó con el profesor Henry Harold Welch Pearson, obteniendo su título de grado en 1903, su maestría en 1908 y su doctorado en 1915 defendiendo un tratado sobre la flora del Distrito de Leribe, en la meseta de Lesoto.
Era hijo de Ralph Edwards Phillips y de Edith Minnie Crowder. Se casó con Edith Isabel Dawson en 1912, y tuvieron dos hijas antes de fallecer ca. 1948. Volvió a casarse con Susan Kriel ca. 1949. Phillips la honró llamando al género Susanna de la familia Asteraceae con su epónimo.

### Detalle de su carrera
- 1907 asistente de herbario en el Museo Sudafricano (Prof. H. Pearson curador honorario)
- 1910 Royal Botanic Gardens, Kew - con O. Stapf y J. Hutchinson describen Proteaceae para la Flora Capensis
- 1911 Curador del Herbario del Museo Sudafricano, sucediendo a Pearson que pasa al Herbario Bolus
- 1911 Se une a la Expedición en Memoria al zoólogo Percy Sladen al Kamiesberge
- 1913 Realiza trabajos de campo en la Meseta Leribe de Lesoto, publicándolo en Ann. S.Afr. Mus. 16:1-379, de 1917
- 1918 Curador del Herbario Nacional de Pretoria
- 1926 Publica en Botanical Survey Memoir Nº 10: The Genera of South African Flowering Plants, dispuesto de acuerdo a Dalla Torre & Harms.
- 1931 "South African Grasses"
- 1939 "The Weeds of South Africa"
- 1939-44 Jefe de la División de Botánica y Fitopatología, sucediendo a I. B. Pole-Evans
- 1944 Coedita con Christo Albertyn Smith y Estelle Van Hoepen: The Common Names of South African Plants
- 1951 Segunda edición de The Genera of South African Flowering Plants[4]

## Galardones y membresías
- Sociedad linneana de Londres
- Real Sociedad de Sudáfrica
- Becario Carnegie Travelling a EE. UU. y a Canadá, en 1934.
- Secretario de la "SA Biological Society" de 1919 a 1944, y presidente en 1925, y recibe la "Medalla Senior Capt. Scott".
- Concejero de "SA Association for the Advancement of Science", y presidente en 1942.
- SA Medal 1935.
- Oficial científico de enlace de la C.S.I.R. en Washington D. C., de 1946 a 1948
- Secretario de Mountain Club of South Africa

## Epónimos
- (Aizoaceae) Mesembryanthemum phillipsii L.Bolus[5]
- (Arecaceae) Heterospathe phillipsii D.Fuller & Dowe[6]
- (Campanulaceae) Cyphia phillipsii E.Wimm.[7]
- (Chenopodiaceae) Salsola phillipsii Botsch.[8]
- (Combretaceae) Combretum phillipsii Dümmer[9]
- (Orchidaceae) Dendrobium phillipsii Ames & Quisumb.[10]
- (Orchidaceae) Tuberolabium phillipsii Choltco[11]
- (Poaceae) Setaria phillipsii de Wit[12]
- (Proteaceae) Leucadendron phillipsii Hutch.[13]
- (Rosaceae) Cliffortia phillipsii Weim.[14]
- (Rutaceae) Agathosma phillipsii Dümmer[15]
- (Woodsiaceae) Woodsia phillipsii Windham[16]
- Vol. 25 de Flowering Plants of Africa dedicado a él[17]

## Algunas publicaciones
- A Contribution to the Knowledge of the South African Proteaceae - 1913
- Contributions to the Flora of South Africa - 1913
- Descriptions of New Plants from the Gift Berg collected by the Percy Sladen Memorial Expedition - 1913
- A list of the Phanerogams and Ferns collected by Mr. P.C. Keytel on the Island of Tristan da Cunha, 1908-1909 - 1913
- A note on the Flora of the Great Winterhoek Range. South African Journal of Science. 1918
- A Preliminary List of the Known Poisonous Plants found in South Africa. Botanical Survey of South Africa. Memoir. 1926
- An Introduction to the Study of the South African Grasses: With notes on their structure, distribution, cultivation, etc (South African agricultural series) - 1931
- Life and Living: A story for children - 1933
- Civilization and our Biological Past
- Herbaria and Botanical Institutions in the United States of America and Canada: In relation to similar institutions in South Africa : report on a visit ... of the Carnegie Corporation of New York - 1935
- The Advancement of Science - 1943
- The Genera of South African Flowering Plants (Botanical Survey Memoir) - 1951